# Quinto di Treviso
Quinto di Treviso er en italiensk by (og kommune) i regionen Veneto i Italien, med omkring 9.973(2023) indbyggere.  